# Jaskinia Martwych Nietoperzy
Jaskinia Martwych Nietoperzy (słow. Jaskyňa mŕtvych netopierov) – jaskinia w grupie górskiej Niżnych Tatr na Słowacji, jedna z największych w tym kraju.

## Położenie
Jaskinia znajduje się w centralnej części grzbietu Niżnych Tatr, w południowych zboczach masywu Ďumbiera. Wejście leży na wysokości 1520 m n.p.m., ok. 800 m na zachód od schroniska im. gen. M.R. Štefánika pod Dumbierem i 1300 m na południe od szczytu Ďumbiera.

## Charakterystyka
System jaskiniowy rozwinął się w wapieniach tzw. Wysokogórskiego Krasu Dziumbierskiego (słow. Ďumbiersky vysokohorský kras). Jaskinia rozwinięta jest w 14 kondygnacjach o pionowej rozpiętości 324 m. Łączna długość korytarzy w 2015 r. wynosiła blisko 21 000 m, a na dzień 1 marca 2016 r. - 21 042 m. Największa komora, zwana Bystrický dóm (Bystrzycka Katedra) znajduje się na 7 kondygnacji, na głębokości 180 m i jest drugą co do wielkości komorą jaskiniową na Słowacji. Jej powierzchnia dorównuje powierzchni boiska piłkarskiego, a objętość wynosi ok. 52 500 m³. Średnia temperatura powietrza w jaskini wynosi ok. +3,5 °C, jednak w niektórych zalodzonych komorach i chodnikach średnia temperatura roczna sięga zaledwie +1 °C. Na skutek otwartości systemu jaskiniowego przewiew w jaskini osiąga lokalnie prędkość 5 m/s.

## Nazwa
Nazwa jaskini pochodzi od znalezionych w niej licznych (setki tysięcy sztuk) kości nietoperzy, których wiek szacuje się na ok. 6 tys. lat. W przywejściowych fragmentach jaskini znaleziono również kości kun, niedźwiedzi, a nawet kozy.

## Ochrona przyrody
Jaskinia leży na terenie Parku Narodowego Niżne Tatry. Od 2001 r. jest dodatkowo chroniona jako narodowy pomnik przyrody (słow. Národná prírodná pamiatka).

## Turystyka
Od 1996 r. jaskinia jest udostępniona do zwiedzania w niewielkich grupach, nie przekraczających 10 osób. Jaskinia posiada jedynie skąpe oświetlenie elektryczne i absolutnie niezbędne ułatwienia techniczne. Każdy zwiedzający otrzymuje kask i pas z krótką lonżą, przy pomocy której należy się asekurować z rozpiętych w chodnikach stalowych lin. Zwiedzanie trasą podstawową trwa ok. 1,5 godz., ale na życzenie możliwe jest przygotowanie dla bardziej zaawansowanych programu 4–5 godzinnego z elementami wspinaczki, zjazdami na linie itp. Średnio rocznie jaskinię odwiedza ok. 3 tys. turystów.